# Fontana (cràter)
Fontana és un cràter d'impacte que es troba a part sud-oest de la cara visible de la Lluna, al sud del Oceanus Procellarum. Es troba a l'oest-nord-oest del cràter inundat de lava Zupus. A mig camí entre Fontana i Zupus apareix un sistema de rimes designat com a Rimae Zupus.
Es tracta d'un cràter de perfil d'altura reduïda, amb un sòl interior que està marcat solament per uns quants cràters petits i per algunes crestes baixes al sud-oest. El brocal és estret i més o menys circular, amb una corba cap a fora en l'extrem nord. Presenta una esquerda en la part nord-est de la vora.

## Cràters satèl·lit
Per convenció, aquests elements són identificats als mapes lunars posant la lletra al costat del punt mitjà del cràter que està més prop de Fontana.
|         | \| Fontana \| Coordenades \| Diàmetre \| \| ------- \| ------------------------------------ \| -------- \| \| \| 15° 42′ S, 56° 06′ O / 15.7°S,56.1°O \| 13 km \| \| B \| 15° 30′ S, 56° 18′ O / 15.5°S,56.3°O \| 11 km \| \| C \| 12° 48′ S, 57° 06′ O / 12.8°S,57.1°O \| 14 km \| \| D \| 17° 00′ S, 57° 18′ O / 17.0°S,57.3°O \| 11 km \| \| E \| 17° 36′ S, 57° 54′ O / 17.6°S,57.9°O \| 13 km \| \| F \| 16° 12′ S, 59° 54′ O / 16.2°S,59.9°O \| 7 km \| \| G \| 16° 00′ S, 59° 12′ O / 16.0°S,59.2°O \| 15 km \| \| H \| 14° 00′ S, 57° 54′ O / 14.0°S,57.9°O \| 9 km \| \| K \| 13° 12′ S, 57° 18′ O / 13.2°S,57.3°O \| 7 km \| \| M \| 17° 12′ S, 57° 30′ O / 17.2°S,57.5°O \| 6 km \| \| W \| 17° 12′ S, 58° 18′ O / 17.2°S,58.3°O \| 6 km \| \| I \| 16° 42′ S, 58° 18′ O / 16.7°S,58.3°O \| 5 km \| |          |
| Fontana | Coordenades | Diàmetre |
|         | 15° 42′ S, 56° 06′ O / 15.7°S,56.1°O | 13 km    |
| B       | 15° 30′ S, 56° 18′ O / 15.5°S,56.3°O | 11 km    |
| C       | 12° 48′ S, 57° 06′ O / 12.8°S,57.1°O | 14 km    |
| D       | 17° 00′ S, 57° 18′ O / 17.0°S,57.3°O | 11 km    |
| E       | 17° 36′ S, 57° 54′ O / 17.6°S,57.9°O | 13 km    |
| F       | 16° 12′ S, 59° 54′ O / 16.2°S,59.9°O | 7 km     |
| G       | 16° 00′ S, 59° 12′ O / 16.0°S,59.2°O | 15 km    |
| H       | 14° 00′ S, 57° 54′ O / 14.0°S,57.9°O | 9 km     |
| K       | 13° 12′ S, 57° 18′ O / 13.2°S,57.3°O | 7 km     |
| M       | 17° 12′ S, 57° 30′ O / 17.2°S,57.5°O | 6 km     |
| W       | 17° 12′ S, 58° 18′ O / 17.2°S,58.3°O | 6 km     |
| I       | 16° 42′ S, 58° 18′ O / 16.7°S,58.3°O | 5 km     |